# The Lost Prince
The Lost Prince è una miniserie in due puntate del 2003 diretta da Stephen Poliakoff.
La miniserie tratta la vita del principe John Windsor, il figlio più giovane del re Giorgio V e della regina Maria di Teck, morto all'età di 13 anni nel 1919.

## Premi e candidature
- 2003 - RTS Television Award
  - Miglior costumi a Odile Dicks-Mireaux
  - Candidato per il Team Award
- 2004 - RTS Television Award
  - Candidato per la miglior serie drammatica
- 2004 - DGGB Award
  - Candidato per la miglior regia di una serie televisiva a Stephen Poliakoff
- 2004 - Broadcasting Press Guild Award
  - Miglior dramma
- 2004 - BAFTA TV Award
  - Miglior scenografia a John Paul Kelly
  - Candidato per la miglior attrice a Gina McKee
  - Candidato per la miglior attrice a Miranda Richardson
  - Candidato per il miglior montaggio a Clare Douglas
  - Candidato per il miglior trucco e parrucco a Liz Tagg
  - Candidato per la miglior musica televisiva originale a Adrian Johnston
  - Candidato per la miglior fotografia a Barry Ackroyd
- 2005 - Young Artist Award
  - Candidato per la miglior performance in una miniserie - Giovane attore non protagonista a Brock Everitt-Elwick
  - Candidato per la miglior performance in una miniserie - Giovane attore non protagonista a Daniel Williams
- 2005 - Golden Satellite Award
  - Miglior miniserie
  - Miglior attore non protagonista in una miniserie a Bill Nighy
  - Candidato per la miglior attrice in una miniserie a Miranda Richardson
  - Candidato per la miglior attrice non protagonista in una miniserie a Gina McKee
- 2005 - Premio Emmy
  - Miglior direzione artistica di una miniserie a John Paul Kelly, Emma MacDevitt e Sara Wan
  - Migliori costumi in una miniserie a Odile Dicks-Mireaux e Colin May
  - Miglior miniserie a Peter Fincham, David M. Thompson, Rebecca Eaton, Joanna Beresford e John Chapman
- 2005 - Golden Globe
  - Candidato per la miglior attrice in una miniserie a Miranda Richardson